# Robert L. Stewart
Robert Lee Stewart (ur. 13 sierpnia 1942 w Waszyngtonie) – amerykański wojskowy (brigadier general) i astronauta.

## Życiorys
W 1960 ukończył szkołę w Hattiesburgu w stanie Missisipi, w 1964 studia matematyczne na University of Southern Mississippi, a w 1972 inżynierię techniki lotniczej i astronautycznej na University of Texas at Arlington. Od maja 1964 służył w armii, w lipcu 1966 po przejściu szkolenia w Alabamie i Teksasie otrzymał dyplom pilota wojskowego. Od sierpnia 1966 do 1967 wylatał 1035 godzin w misjach bojowych śmigłowca w wojnie wietnamskiej. Ukończył oficerski kurs dla zaawansowanych w U.S. Army's Air Defense School. W latach 1972–1973 służył w Seulu w Korei Południowej. W 1974 ukończył United States Naval Test Pilot School w stanie Maryland. Ma wylatane 6000 godzin na 38 typach helikopterów i samolotów. 16 stycznia 1978 został wybrany przez NASA kandydatem na astronautę. W sierpniu 1979 zakwalifikował się jako astronauta i przeszedł szkolenie na specjalistę misji.
Od 3 do 11 lutego 1984 uczestniczył w misji STS-41-B trwającej 7 dni, 23 godziny i 15 minut. Od 3 do 7 października 1985 brał udział w misji STS-51-J trwającej 4 dni, godzinę i 44 minuty; start nastąpił z Centrum Kosmicznego im. Johna F. Kennedy’ego na Florydzie, a lądowanie w Edwards Air Force Base w Kalifornii. Dwukrotnie wychodził w otwartą przestrzeń kosmiczną, w której spędził łącznie 12 godzin. Łączny czas jego misji wyniósł 12 dni i 49 minut.
W styczniu 1986 opuścił NASA.
Stowarzyszenie Uczestników Lotów Kosmicznych (Association of Space Explorers) przyznało mu Universal Astronaut Insignia za lot orbitalny (nr 134).